# Gravata Colombiana
Gravata Colombiana é um método de execução utilizado na América do Sul, originado durante "La Violencia" (1948-1958), a guerra civil colombiana que durou dez anos.
Para a vítima sofrer uma gravata colombiana, ou , simplesmente tem a sua garganta cortada, logo abaixo do queixo, e pelo orifício formado deste corte, faz-se o deslocamento da língua para o lado de fora, resultando na imagem hipotética de uma gravata.